# Al Pacino
Pour les articles homonymes, voir Pacino.
Alfredo Pacino, dit Al Pacino [æl pəˈtʃiːnoʊ], né le 25 avril 1940 à Spanish Harlem, quartier de New York, dans l'État de New York, est un acteur, réalisateur, scénariste et producteur de cinéma américain. Sa carrière artistique débute au théâtre en 1967.
Acteur de la Méthode et ancien élève du HB Studio et de l'Actors Studio, où il est formé par Charles F. Laughton et Lee Strasberg, il fait ses débuts au cinéma à l'âge de vingt-neuf ans avec un rôle mineur dans Me, Natalie (1969). Il obtient ensuite un avis favorable pour son premier rôle principal en tant que toxicomane dans Panique à Needle Park (The Panic in Needle Park, 1971). Un large succès et la reconnaissance vient avec le rôle de Michael Corleone dans Le Parrain (The Godfather, 1972), pour lequel il reçoit sa première nomination lors de la 45e cérémonie des Oscars dans la catégorie meilleur acteur dans un second rôle. Il reprendra le rôle dans les suites Le Parrain, 2e partie (The Godfather: Part II, 1974) et Le Parrain, 3e partie (The Godfather: Part III, 1990). Sa représentation de Michael Corleone est considérée comme l'une des plus grandes performances de l'histoire du cinéma. D'autres rôles notables incluent Tony Montana dans Scarface (1983), Frank Slade dans Le Temps d'un week-end (1992), Carlito Brigante dans L'Impasse (Carlito's Way, 1993), Benjamin Ruggiero dans Donnie Brasco (1997), Lowell Bergman dans Révélations (The Insider, 1999) et Jimmy Hoffa dans The Irishman (2019).
Il est l'un des rares artistes dans le monde à avoir reçu la Triple Crown of Acting, terme récompensant un artiste ayant remporté à la fois un Oscar, un Emmy Award et un Tony Award dans une carrière. Il a également été honoré du Cecil B. DeMille Award en 2001, du American Film Institute Life Achievement Award en 2007 et de la National Medal of Arts en 2011.
Passionné de William Shakespeare, il réalise et joue dans Looking for Richard (1996), un documentaire sur la pièce Richard III, dont il a interprété le rôle principal sur scène en 1977. Il joue également le rôle de Shylock dans une adaptation de long métrage de 2004 et une production scénique du Marchand de Venise (The Merchant of Venice) de 2010. Après avoir fait ses débuts au cinéma comme réalisateur avec Looking for Richard, il réalise et joue dans les films Chinese Coffee (2000), Wilde Salomé (2011) et Salomé (2013).
Depuis 1994, il est coprésident de l'Actors Studio et est considéré comme l'un des meilleurs acteurs hollywoodiens encore en profession.

## Biographie

### Origines familiales et formation

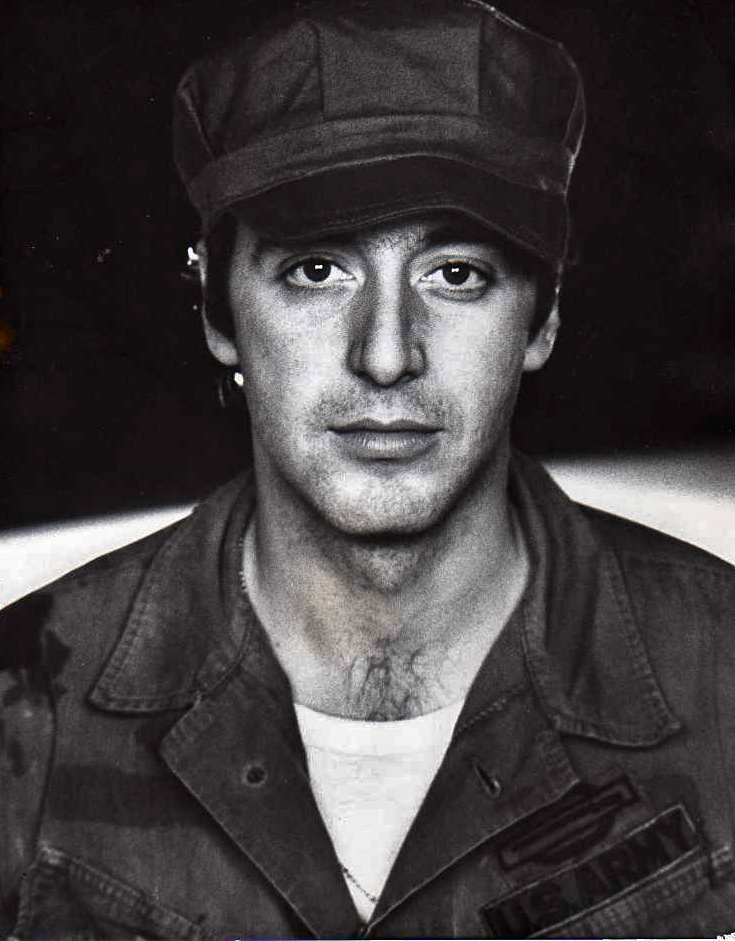
Portrait d'Al Pacino (1971).

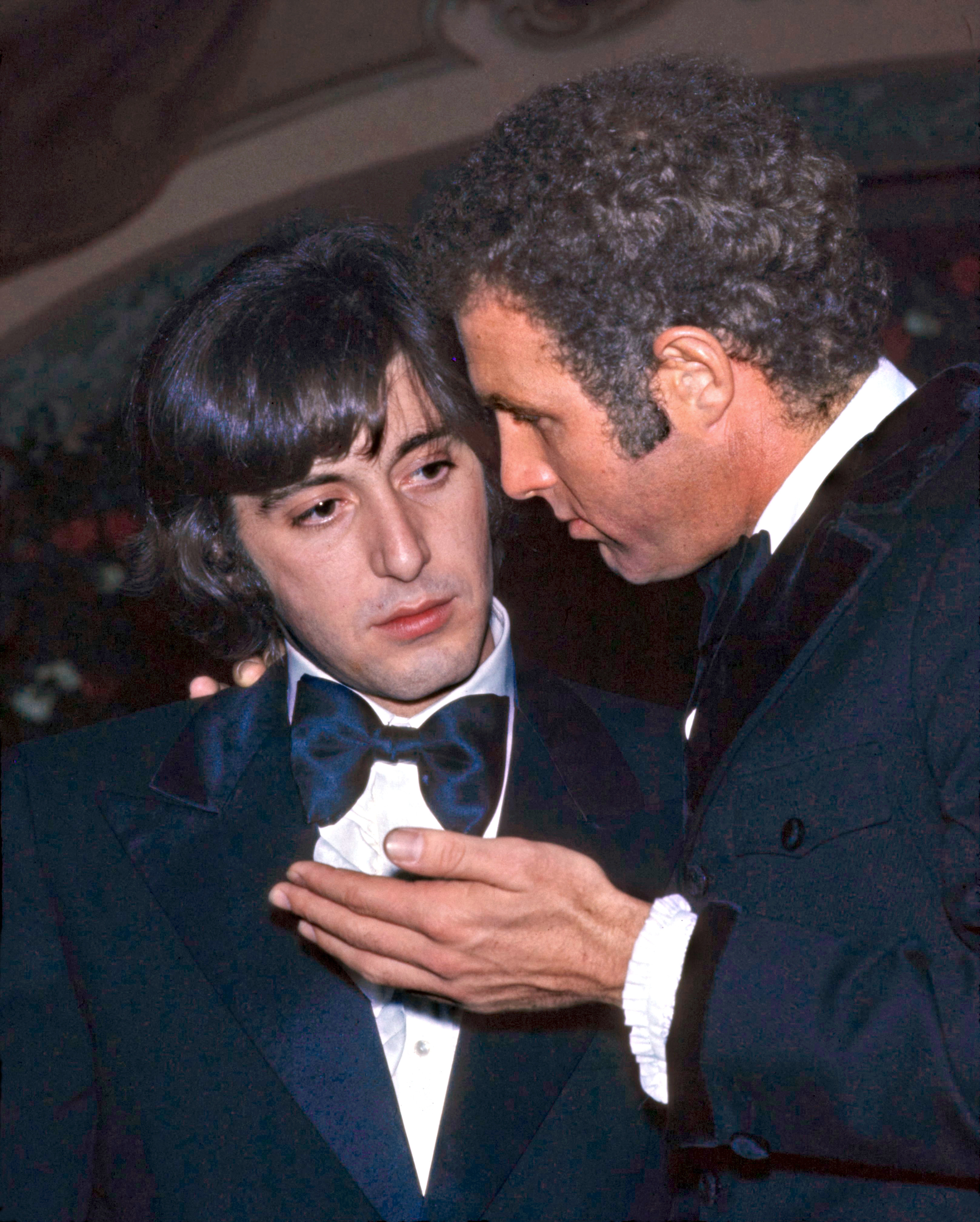
Al Pacino et James Caan (1972).

Alfredo James Pacino naît le 25 avril 1940 dans le quartier d'East Harlem, situé dans l'arrondissement de Manhattan, à New York. Il est le fils de parents italo-américains, Rose née Gerardi et Salvatore Pacino, qui divorcent quand il a deux ans. Sa mère déménage dans l'arrondissement du Bronx, pour vivre chez ses parents, Kate et James Gerardi, originaires de Corleone, en Sicile. Son père, originaire de San Fratello, également en Sicile, déménage à Covina, en Californie, pour travailler comme vendeur d'assurance et restaurateur.
Pendant son adolescence, Al Pacino était connu sous le nom de « Sonny » par ses amis. Il ambitionnait de devenir joueur de baseball et était également surnommé « l'acteur ». Il fréquente la Herman Ridder Junior High School, mais abandonne rapidement la plupart de ses cours, à l'exception de l'anglais. Il fréquente par la suite la High School of Performing Arts (PA) de New York, après y avoir été admis sur audition. Sa mère n'est pas d'accord avec sa décision et, après une dispute, il quitte la maison. Pour financer ses études d'acteur, Al Pacino occupe des emplois mal rémunérés de coursier, de serveur, de concierge et d'employé des postes, et travaille une fois dans la salle du courrier pour le magazine Commentary. Al Pacino entre donc à la High School of Performing Arts (PA), également fréquentée par Robert De Niro. Mais l'enseignement des principes du jeu d'acteur selon Constantin Stanislavski ne le convainc pas. Il n'y reste que deux ans, l'argent venant à manquer et le besoin de trouver un travail étant de ce fait plus impérieux que celui de poursuivre des études.
Al Pacino a commencé à fumer et à boire à l'âge de neuf ans, et a consommé de la marijuana de manière occasionnelle à l'âge de 13 ans, tout en s'abstenant de consommer des drogues dures. Ses deux amis les plus proches sont morts de toxicomanie à l'âge de 19 et 30 ans. Ayant grandi dans le sud du Bronx, il se bat parfois et est considéré comme un fauteur de troubles à l'école. Il a joué dans des pièces de sous-sol dans le milieu théâtral underground de New York, mais a été rejeté à l'adolescence par l'Actors Studio.
Vers 20 ans, il habite avec Martin Sheen avec qui il travaille au Living Theatre dans Greenwich Village (ils nettoient les toilettes et disposent les tapis des pièces présentées).
En 1962, il perd sa mère alors âgée de 43 ans et en 1964, son grand-père James. Al Pacino s'en souvient comme du point le plus bas de sa vie et déclare : « J'avais 22 ans et les deux personnes les plus influentes de ma vie étaient parties, ce qui m'a fait basculer ». Il devient alors insomniaque. Il multiplie les petits boulots : coursier, vendeur de chaussures, caissier de supermarché, livreur de journaux, cireur de chaussures, déménageur, etc.
Aspirant à mieux, il passe une audition pour entrer à l'Actors Studio de Lee Strasberg mais est refusé. Il entre alors dans une autre école de théâtre, le cours Herbert Berghof, où il rencontre Charles F. Laughton, qui devient son mentor et son plus proche ami. Non seulement Charlie Laughton lui donne des cours et le met en scène dans sa première pièce en public (Hello Out There de William Saroyan), mais il le présente à des poètes et des écrivains.
En 1966, il intègre enfin l'Actors Studio où il rencontre de futures célébrités, comme Robert De Niro. En 1967, Al Pacino passe une saison au Charles Playhouse de Boston, où il joue dans Awake and Sing! de Clifford Odets (son premier salaire important : 125 dollars par semaine) et dans America Hurrah de Jean-Claude van Itallie. C'est sur cette pièce qu'il rencontre l'actrice Jill Clayburgh. Ils vivent une romance de cinq ans et retournent vivre ensemble à New York. Il obtient un Obie Award en 1968 pour The Indian Wants the Bronx et un Tony Award l'année suivante pour Does the Tiger Wear a Necktie?. En 1969, il fait aussi ses débuts au cinéma dans Me, Natalie de Fred Coe.

### Années 1970

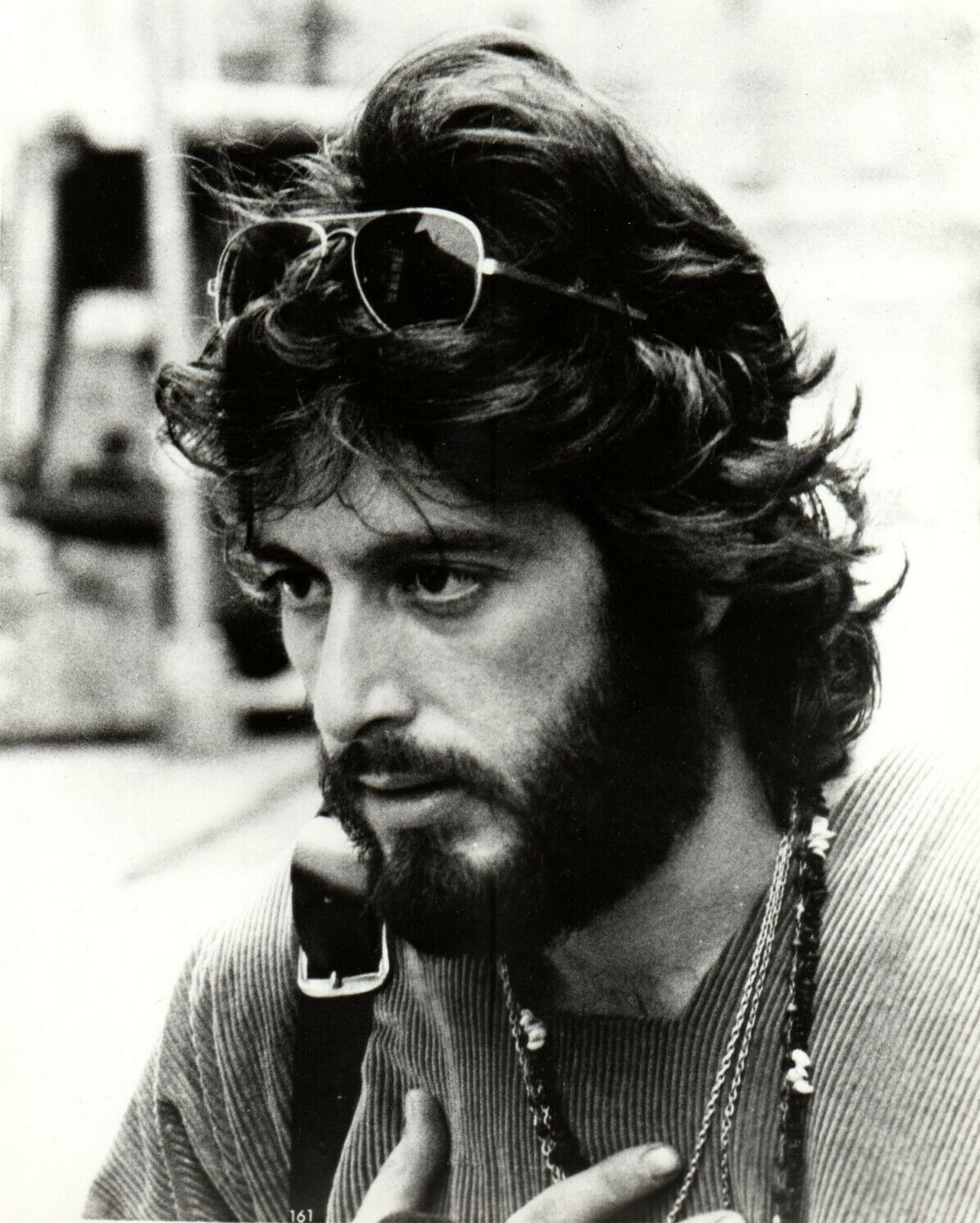
Al Pacino dans le film Serpico (1973).

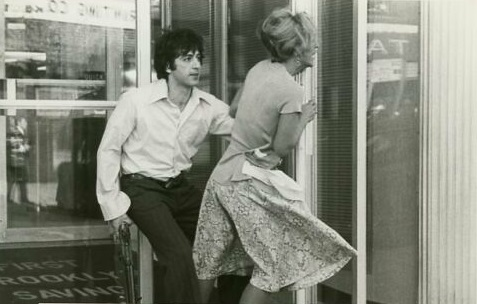
Al Pacino et Penelope Allen lors d'une scène dans Un après-midi de chien (1974).

En 1971, Al Pacino obtient le rôle principal dans Panique à Needle Park (The Panic in Needle Park) de Jerry Schatzberg, un drame où il joue un accro à l'héroïne qui évolue dans le milieu toxicomane à Manhattan. Ce film marque un tournant dans sa carrière car, outre sa bonne prestation, il attire l'attention de Francis Ford Coppola. En effet, en 1972, alors que les producteurs tentent de lui imposer Robert Redford pour le rôle de Michael Corleone dans Le Parrain (The Godfather), Francis Ford Coppola, après de longues négociations, choisit Al Pacino, qui est quasiment inconnu à l'époque.
Sa première rencontre avec Marlon Brando est pour lui très stressante, mais reste un des moments les plus importants de sa carrière comme il le définit lui-même ; elle se fera lors de la scène de l'hôpital, lorsque Michael Corleone doit surveiller son père, Vito. Le film est un énorme succès et lance sa carrière. L'année suivante, il renouvelle sa collaboration avec Jerry Schatzberg pour L'Épouvantail (Scarecrow). Al Pacino donne la réplique à Gene Hackman dans ce film qui reçut la Palme d'or au festival de Cannes 1973. La même année, il signe son premier film avec Sidney Lumet : Serpico. Grâce à son interprétation de flic libéral et incorruptible, dans ce film qui obtient de bons résultats au box-office, Al Pacino assoit définitivement sa popularité.
En 1974, il reprend le rôle de Michael Corleone dans Le Parrain, 2e partie (The Godfather: Part II). Le film est un succès et est souvent considéré comme supérieur au premier. Le personnage de Michael Corleone, taciturne et froid, est à l'opposé de Frank Serpico, ce flic instable et colérique qui doute et se démène au sein d'un New York très violent et d'une police corrompue.
En 1975, il incarne un nouveau personnage un peu instable, un braqueur de banque dilettante qui devient très vite populaire grâce à son inexpérience, dans Un après-midi de chien (Dog Day Afternoon) de Sidney Lumet. Deux ans plus tard, il se lance dans le mélodrame avec Sydney Pollack (grand cinéaste des années 1970) qui est aux commandes de Bobby Deerfield (1977).

### Années 1980
Les années 1980 débutent de façon marquante pour Al Pacino, puisqu'il interprète un policier évoluant dans le milieu homosexuel dans un très sombre polar de William Friedkin, La Chasse (Cruising, 1980). Il ne tournera que quatre autres films durant cette décennie.
Tout d'abord, il est la tête d'affiche de la comédie dramatique Avec les compliments de l'auteur (Author! Author!), de Arthur Hiller, sortie en 1982. Mais surtout, en 1983, sa rencontre avec Brian De Palma lui offre le rôle iconique de Tony Montana dans le thriller Scarface, remake du film de Howard Hawks (Scarface, 1932). Al Pacino interprète un immigré cubain qui connaît une phénoménale ascension financière et sociale au sein de la pègre tandis qu'il devient fou, dévoré par la paranoïa et la drogue inhérentes à ses activités de gangster. Ce film devient culte pour plusieurs générations notamment auprès des jeunes.
Après l'échec de Révolution (Revolution), les années 1980 s'achèveront avec le succès de Mélodie pour un meurtre (Sea of Love).

### Années 1990

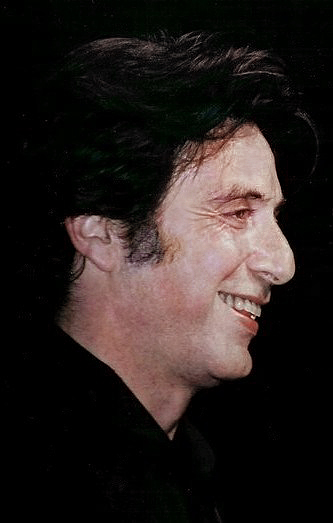
Al Pacino au festival de Cannes 1996, pour la présentation de Looking for Richard.

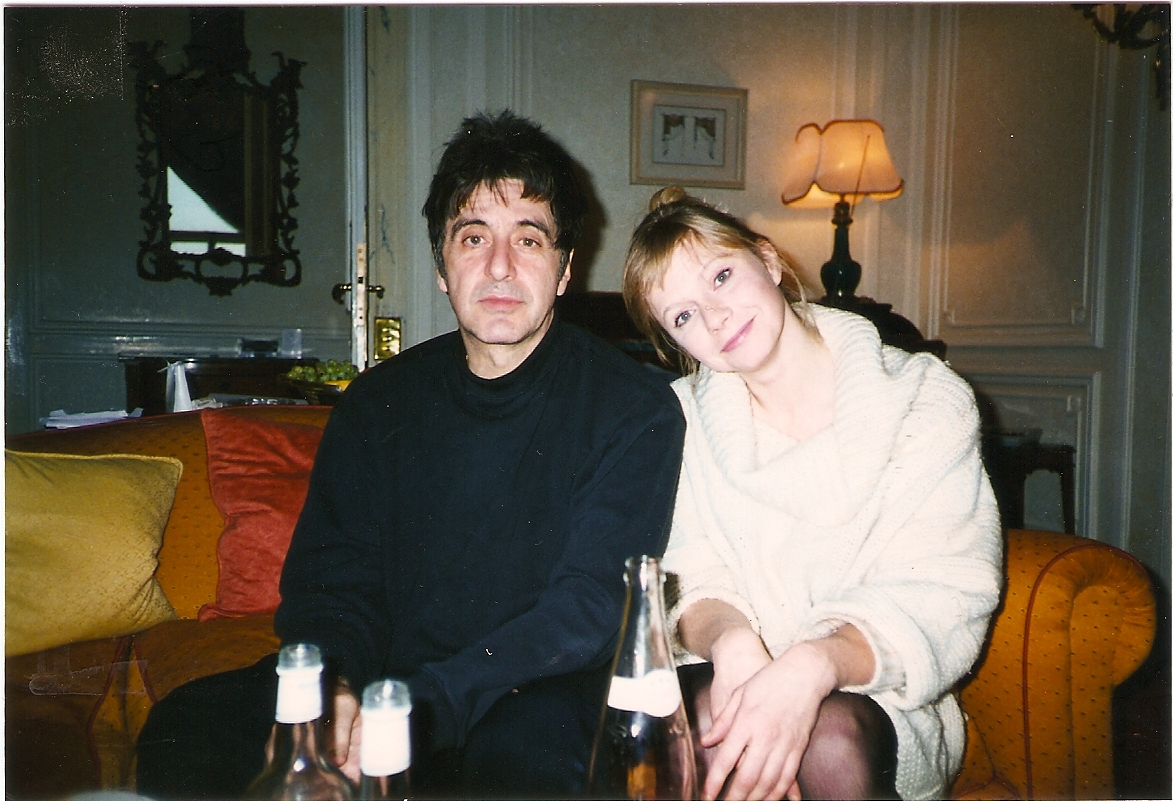
Al Pacino et Felicity Dean (1999).

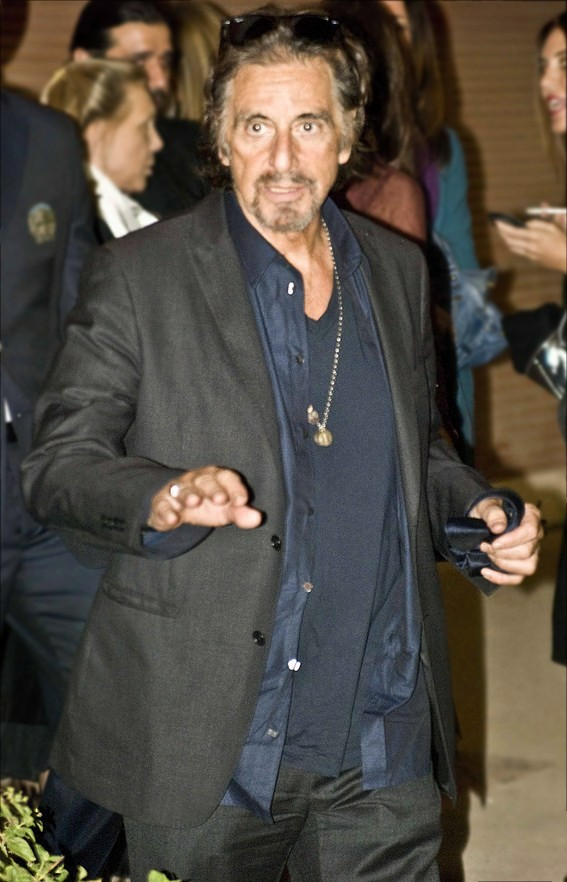
Al Pacino dans les coulisses du Festival international du film de Rome (2008).

Al Pacino tient plusieurs rôles importants dans les années 1990, qui lui permettent de revenir, sinon au premier plan, tout du moins au stade de la reconnaissance indiscutée. Il reprend le rôle de Michael Corleone dans Le Parrain, 3e partie (The Godfather: Part III). Sa nouvelle collaboration avec Brian De Palma est une nouvelle réussite : L'Impasse (Carlito's Way). En 1992, il interprète dans le film de Martin Brest Le Temps d'un week-end (Scent of a Woman) le rôle d'un lieutenant-colonel aveugle, Frank Slade, qui vient en aide à un jeune étudiant qui lui sert de guide quand celui-ci doit être expulsé de son école. Ce rôle lui permet enfin de décrocher l'Oscar du meilleur acteur après 7 nominations. Il y partage l'affiche avec le jeune Chris O'Donnell.
C'est en 1995 que se déroule la première vraie rencontre cinématographique entre Al Pacino et Robert De Niro, dans le film Heat, réalisé par Michael Mann. Les deux acteurs s'étaient déjà côtoyés sur le tournage du Parrain 2, mais n'avaient joué aucune scène ensemble, leurs personnages évoluant à différentes époques. Ce film relate le jeu du chat et de la souris auquel se livrent un braqueur de banque d'exception (Robert De Niro) et un inspecteur de police tenace (Al Pacino) qui a juré de le faire arrêter. Le long-métrage rencontrera un important succès critique et commercial.
En 1996, il passe derrière la caméra pour témoigner de sa fidélité au théâtre avec Looking for Richard, mi-adaptation de Richard III de William Shakespeare, mi-documentaire sur le tournage de la pièce dans le film. Après L'Associé du diable (The Devil's Advocate), de Taylor Hackford (1997), où l'acteur dépeint un portrait du Diable applaudi des spectateurs et Donnie Brasco (1997), de Mike Newell, Al Pacino nous offre encore deux autres prestations d'acteur, tout d'abord aux côtés de Russell Crowe, dans Révélations (The Insider), de Michael Mann, puis dans L'Enfer du dimanche (Any Given Sunday), d'Oliver Stone.

### Années 2000
Cette décennie s'avère plus contrastée. Les choses commencent pourtant bien : après avoir signé son premier film en 2000 en tant que réalisateur, Chinese Coffee, l'adaptation d'une pièce dont il partage l'affiche avec Jerry Orbach, il revient en 2002 avec trois projets très différents : tout d'abord, il redevient un flic torturé pour le thriller psychologique Insomnia avec Robin Williams et sous la direction de Christopher Nolan ; puis il joue un réalisateur obsessionnel dans le thriller de science-fiction Simone, deuxième réalisation de l'acclamé scénariste Andrew Niccol ; et enfin, il joue un agent de publicité manipulateur pour le drame Influences, face à Kim Basinger. Ce dernier projet est malmené par la critique.
En 2003, il fait un grand écart : au cinéma, il est à l'affiche de deux productions ouvertement commerciales : le film d'action La Recrue (The Recruit), de Roger Donaldson, où il joue les mentors face à la star montante Colin Farrell, et seconde le tandem glamour Ben Affleck/Jennifer Lopez pour le flop critique et commercial remarqué Amours troubles (Gigli) de Martin Brest (le cinéaste qui lui avait pourtant permis de décrocher l'Oscar). Mais son image reste préservée, grâce à un succès à la télévision.
En effet, il est au casting quatre étoiles réuni par le réalisateur Mike Nichols pour la mini-série à prestige Angels in America. Cette fiction de six épisodes adaptée de la pièce éponyme traite de l'homosexualité et du sida dans les années 1980 et la difficulté des homosexuels à surmonter la maladie. Al Pacino offre une prestation remarquable dans le rôle de Roy Cohn, aux côtés d'Emma Thompson, ainsi que Meryl Streep, Justin Kirk, ou encore Jeffrey Wright. La performance de Al Pacino lui vaudra d'ailleurs d'être récompensé par un Emmy Award.
L'année suivante, l'acteur défend un projet personnel, la co-production internationale Le Marchand de Venise (The Merchant of Venice), inspiré de la pièce de William Shakespeare. L'acteur tient le rôle-titre de Shylock, un marchand au sein de cette production bien reçue par la critique, mais échouant commercialement.
L'acteur tourne alors plusieurs polars de seconde zone : en 2005 avec Two for the Money de D. J. Caruso ; en 2007 avec 88 Minutes de Jon Avnet et en 2008 avec La Loi et l'Ordre (Righteous Kill), toujours de Jon Avnet, lui permettant de donner la réplique pour la troisième fois à un acteur (alors également au creux de sa carrière), Robert De Niro. Les acteurs Carla Gugino, Donnie Wahlberg et le rappeur 50 Cent complètent le casting. Enfin, il fait partie de la distribution de Ocean's Thirteen, qui conclut la trilogie de films de braquage à succès amorcée par Steven Soderbergh en 2001.
Ces productions commerciales sortent alors que l'acteur se voit saluer par ses pairs : en effet, en 2007, il reçoit l'American Film Institute Life Achievement Award, le plus convoité des prix honorant une carrière. Au cours de la cérémonie, tenue en juin à Hollywood, d'autres grands acteurs tels que Sean Connery, Kirk Douglas ou encore Robert De Niro affirmèrent que Al Pacino était certainement le plus grand acteur de sa génération, voire de tous les temps, cela s'expliquant aussi par le fait qu'il est l'un des rares acteurs à ne s'être jamais écarté un seul instant de la Méthode de l'Actors Studio, mais aussi le seul à l'avoir fait aussi longtemps.
Le 22 octobre 2008, au Festival international du film de Rome, il reçoit aussi, en présence de l'acteur Matthew Modine (Full Metal Jacket, Birdy), le « Marc Aurèle d'or ».

### Années 2010
Le 4 septembre 2011, Al Pacino reçoit le prix Jaeger-LeCoultre Glory to the Filmmaker, avant la première de Wilde Salomé, un documentaire écrit, réalisé et interprété par lui-même. Al Pacino réalise donc un nouveau documentaire du même type que celui qu'il a déjà réalisé sur Richard III de William Shakespeare qui, cette fois, aborde l'œuvre Salomé d'Oscar Wilde et qui s'intitule Wilde Salomé. Il y joue aussi le rôle du roi Hérode Antipas. La même année, il fait face à une star montante du cinéma grand public, Channing Tatum, pour le polar Un flic pour cible (The Son of No One), écrit et réalisé par Dito Montiel. Le film est un échec critique et commercial. Toujours en 2011, il surprend en tenant son propre rôle pour les besoins de la comédie potache éreintée par la critique, Jack et Julie (Jack and Jill), menée par Adam Sandler dans les deux rôles-titres.
Le 13 février 2012, Al Pacino se voit décerner la National Medal of Arts par Barack Obama, le président des États-Unis,.
Il tente ensuite de renouer avec des projets plus ambitieux : en 2013, il forme avec Christopher Walken et Alan Arkin le trio de vieux routards du braquage menant la comédie dramatique Les Derniers Affranchis (Stand Up Guys), troisième réalisation de l'acteur Fisher Stevens. En 2014, il tient le rôle principal du drame indépendant Manglehorn, de David Gordon Green.
En 2015 il joue un acteur frappé de démence pour The Humbling, de Barry Levinson. L'acteur y a pour partenaire une révélation du cinéma indépendant, Greta Gerwig. Dans la même année, il est la tête d'affiche d'un biopic, Danny Collins, première réalisation saluée du scénariste Dan Fogelman, où il incarne un rocker en fin de carrière. Le 6 juin de la même année, alors qu'il est de passage dans la ville de Montréal, au Québec, il reçoit les clés de la ville par le maire Denis Coderre.

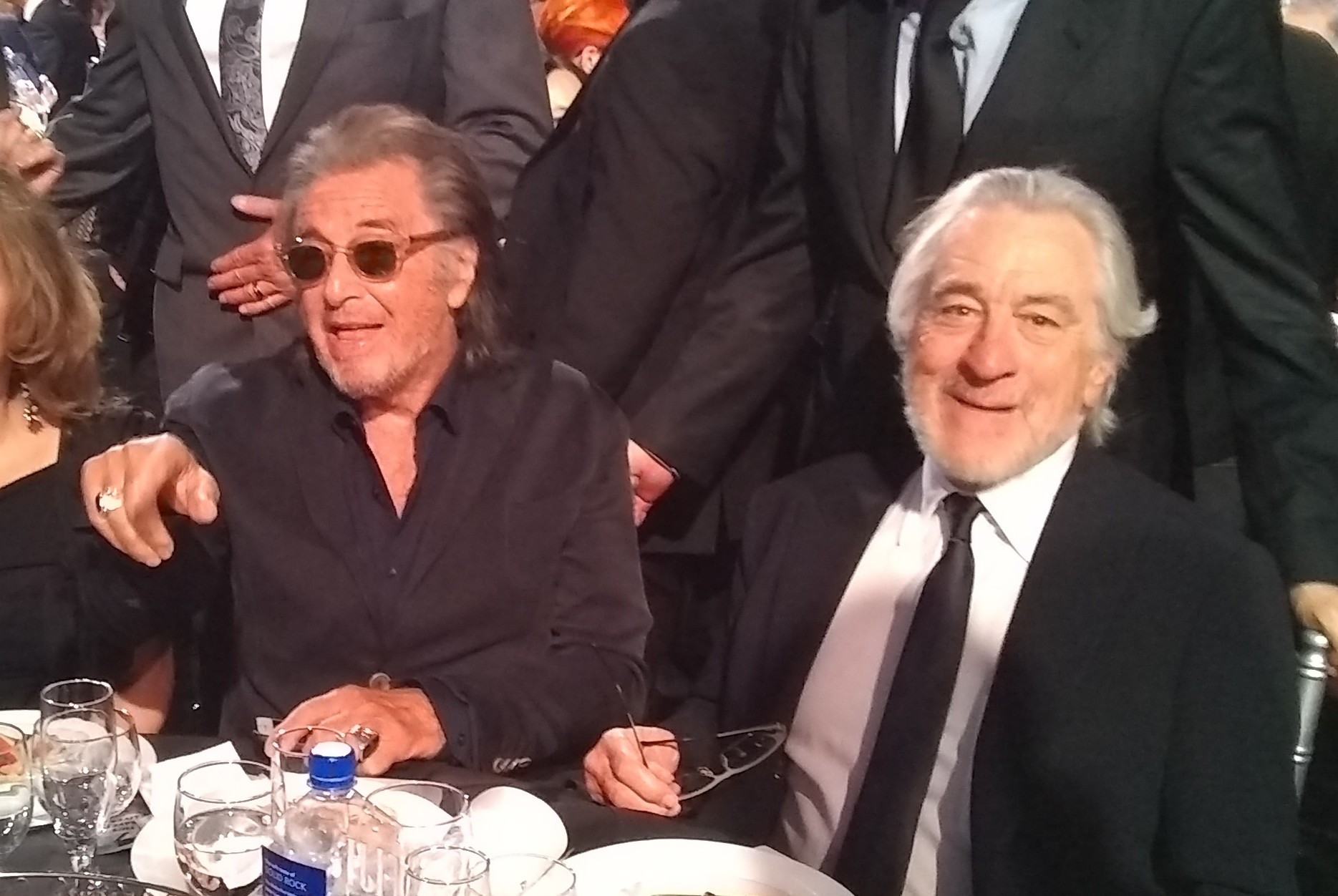
Al Pacino et Robert De Niro durant la 25e cérémonie des Critics' Choice Movie Awards à Santa Monica (2020).

En 2016, il sombre de nouveau dans le cinéma de seconde zone avec le thriller Manipulations (Misconduct), de Shintaro Shimosawa. Il y donne la réplique à Josh Duhamel et Anthony Hopkins : un échec critique et une sortie directement en vidéo.
En 2017, il défend deux longs-métrages : tout d'abord le drame The Pirates of Somalia, écrit et réalisé par Bryan Buckley, avec le jeune Evan Peters dans le rôle principal. Le film passe inaperçu. Autre flop, le thriller Hangman, de Johnny Martin, où il revient aux rôles de détectives ombrageux.
Les 22 et 23 octobre 2018, Al Pacino se rend au théâtre de Paris, dans le 9e arrondissement, pour An Evening with Al Pacino (en français : « Une soirée avec Al Pacino »), un one-man-show mêlant lectures, confidences et improvisations,,. Cet évènement est présenté par la journaliste Léa Salamé.
Finalement, c'est en 2019 qu'il fait un retour au premier plan et aux grands cinéastes : il fait partie de la distribution du thriller The Irishman, adaptation du livre I Heard You Paint Houses: Frank ‘The Irishman’ Sheeran and the Inside Story of the Mafia, the Teamsters, and the Final Ride by Jimmy Hoffa écrit par Charles Brandt, de Martin Scorsese, où il prête ses traits à Jimmy Hoffa. Il s'agit de sa quatrième collaboration avec Robert De Niro. De plus, la même année, il incarne l'agent d'une star de télévision, jouée par Leonardo DiCaprio, dans Once Upon a Time… in Hollywood de Quentin Tarantino.

### Années 2020
Al Pacino joue Meyer Offerman, un chasseur de nazis dans la série Hunters créée par David Weil. En 2021, il est sur l'affiche du film House of Gucci de Ridley Scott qui raconte la longue chute de la famille Gucci en jouant l'oncle Aldo. Le film a reçu des critiques mitigées à positives, la performance d'Al Pacino ayant été soulignée comme remarquable, tout comme celles de Lady Gaga et de Jared Leto. La même année, il joue le rôle du principal avocat de la défense dans American Traitor: The Trial of Axis Sally.
En août 2022, Al Pacino doit produire un film sur Amedeo Modigliani, qu'il coproduira avec Johnny Depp et Barry Navidi. Le film est basé sur une pièce de théâtre de Dennis McIntyre, qui a déjà été adaptée pour le film du même nom en 2004. Le tournage doit débuter en 2023.
Le 19 avril 2023, durant un évènement organisé à New York, Al Pacino révèle qu'on lui avait initialement proposé le rôle de Han Solo, interprété par Harrison Ford, dans Star Wars. « Ils m'ont donné un scénario intitulé Star Wars... Ils m'ont offert tellement d'argent. Je ne comprends pas... Alors j'ai dit que je ne pouvais pas le faire. J'ai donné une carrière à Harrison Ford ! (rires) » précise-t-il,.
Le 25 avril 2023, cinq ans après son dernier spectacle en France, Al Pacino revient à Paris avec An Evening with Al Pacino,,. Cet évènement, toujours présenté par la journaliste Léa Salamé comme en 2018, a lieu à la salle Pleyel, dans le 8e arrondissement,.
Le 10 mars 2024, il remet l'Oscar du meilleur film lors de la 96e cérémonie des Oscars,,. Le 18 octobre 2024, il publie une autobiographie intitulée Sonny Boy : Mémoires,,.

### Vie privée
Al Pacino ne s'est jamais marié. Il aurait souhaité épouser Marcheline Bertrand en 1971. Celle-ci aurait fini par choisir un acteur plus connu à l'époque, Jon Voight, celui qui sera le père de ses enfants dont Angelina Jolie, et son mari de 1971 à 1980. Mais Al Pacino restera son plus grand regret. 
Al a quatre enfants. L'aînée, Julie Marie (née en 1989), est la fille qu'il a eue avec Jan Tarrant, sa professeur d'art dramatique. Il a également des jumeaux nés le 25 janvier 2001, Anton James et Olivia Rose, avec l'actrice américaine Beverly D'Angelo, avec qui il a eu une relation de 1997 à 2003,. Il est enfin le père d'un fils, Roman (né en 2023), qu'il eu avec l'américaine d’origine koweïtienne Noor Alfallah, cette dernière étant âgée de 53 ans de moins que l'acteur,.
Il a eu une relation avec Diane Keaton, la co-star de la trilogie du Parrain. Cette relation a pris fin après le tournage de la troisième partie du Parrain. Elle a déclaré à propos d'Al Pacino : « Al était tout simplement l'homme le plus divertissant... Pour moi, c'est le plus beau visage. Je pense que Warren Beatty était magnifique, très joli, mais le visage d'Al est comme whoa. Un visage de tueur, de tueur ». Il a également eu des relations avec Tuesday Weld, Jill Clayburgh, Marthe Keller, Kathleen Quinlan et Lyndall Hobbs,.
Al Pacino a eu une relation de dix ans entre 2008 et 2018 avec l'actrice argentine Lucila Sola,. 
En 2019 et 2020, il est en couple avec l'actrice israélienne Meital Dohan,.

### Engagements
Démocrate, il prend position pour Barack Obama lors de l'élection présidentielle américaine de 2008. Il le soutient également lors de l'élection présidentielle américaine de 2012.

## Théâtre
- 1977 : Richard III de William Shakespeare
- 1988 : Jules César de William Shakespeare
- 1992 : Salomé d'Oscar Wilde
- 1996 : Hughie d'Eugene O'Neill
- 2005 : Orphans de Lyle Kessler
- 2010 : Le Marchand de Venise de William Shakespeare
- 2012 : Glengarry Glen Ross de David Mamet
- 2015 : China Doll de David Mamet (dirigé par Pam Mackinnon)
- 2017 : God Looked Away de Robert Allan Ackerman

## Filmographie

### Cinéma

#### Années 1960-1979
- 1969 : Me, Natalie de Fred Coe : Tony
- 1971 : Panique à Needle Park (The Panic in Needle Park) de Jerry Schatzberg : Bobby
- 1972 : Le Parrain (The Godfather) de Francis Ford Coppola : Michael Corleone
- 1973 : L’Épouvantail (Scarecrow) de Jerry Schatzberg : Francis Lionel « Lion » Delbuchi
- 1973 : Serpico de Sidney Lumet : Frank Serpico
- 1974 : Le Parrain 2 (The Godfather: Part II) de Francis Ford Coppola : Don Michael Corleone
- 1975 : Un après-midi de chien (Dog Day Afternoon) de Sidney Lumet : Sonny Wortzik
- 1977 : Bobby Deerfield de Sydney Pollack : Bobby Deerfield
- 1979 : Justice pour tous (...And Justice for All) de Norman Jewison : Arthur Kirkland

#### Années 1980
- 1980 : La Chasse (Cruising) de William Friedkin : Steve Burns
- 1982 : Avec les compliments de l'auteur (Author! Author!) d'Arthur Hiller : Ivan Travalian
- 1983 : Scarface de Brian De Palma : Antonio « Tony » Montana
- 1985 : Révolution de Hugh Hudson : Tom Dobb
- 1989 : Mélodie pour un meurtre (Sea of Love) de Harold Becker : inspecteur Frank Keller

#### Années 1990
- 1990 : Dick Tracy de Warren Beatty : Alphonse « Big Boy » Caprice
- 1990 : The Local Stigmatic de David F. Wheeler : Graham
- 1990 : Le Parrain 3 (The Godfather: Part III) de Francis Ford Coppola : Don Michael Corleone
- 1991 : In Bed with Madonna (Madonna: Truth or Dare) d'Alek Keshishian : lui-même
- 1991 : Frankie et Johnny (Frankie and Johnny) de Garry Marshall : Johnny
- 1992 : Glengarry (Glengarry Glen Ross) de James Foley : Ricky Roma
- 1992 : Le Temps d'un week-end (Scent of a Woman) de Martin Brest : lieutenant-colonel Frank Slade
- 1993 : L'Impasse (Carlito's Way) de Brian De Palma : Carlito Brigante
- 1995 : Instant de bonheur (Two Bits) de James Foley : Gaetano Sabatoni
- 1995 : Heat de Michael Mann : lieutenant Vincent Hanna
- 1996 : City Hall de Harold Becker : maire John Pappas
- 1996 : Looking for Richard de Al Pacino : lui-même / Richard III
- 1997 : Donnie Brasco de Mike Newell : Benjamin « Lefty » Ruggiero
- 1997 : Pitch de Kenny Hotz et Spencer Rice : lui-même
- 1997 : L'Associé du diable (Devil's Advocate) de Taylor Hackford : John Milton / Satan
- 1999 : Révélations (The Insider) de Michael Mann : Lowell Bergman
- 1999 : L'Enfer du dimanche (Any Given Sunday) d'Oliver Stone : Tony D'Amato

#### Années 2000
- 2000 : Chinese Coffee de Al Pacino : Harry Levine
- 2002 : Insomnia de Christopher Nolan : détective Will Dormer
- 2002 : Simone (S1m0ne) d'Andrew Niccol : Viktor Taransky
- 2002 : Influences (People I Know) de Daniel Algrant : Eli Wurman
- 2003 : La Recrue (The Recruit) de Roger Donaldson : Walter Burke
- 2003 : Amours troubles (Gigli) de Martin Brest : Starkman
- 2004 : Le Marchand de Venise (The Merchant of Venice) de Michael Radford : Shylock
- 2005 : Two for the Money de D. J. Caruso : Walter Abrams
- 2007 : 88 Minutes de Jon Avnet : Dr Jack Gramm
- 2007 : Ocean's Thirteen de Steven Soderbergh : Willy Bank
- 2008 : La Loi et l'Ordre (Righteous Kill) de Jon Avnet : détective David « Rooster » Fisk

#### Années 2010
- 2011 : Un flic pour cible (The Son of No One) de Dito Montiel : détective Charles Stanford
- 2011 : Jack et Julie (Jack and Jill) de Dennis Dugan : lui-même
- 2013 : Salomé (Wilde Salome) de Al Pacino : lui-même / Hérode Antipas
- 2013 : Les Derniers Affranchis (Stand Up Guys) de Fisher Stevens : Valentine « Val »
- 2014 : Manglehorn de David Gordon Green : A.J. Manglehorn
- 2015 : The Humbling de Barry Levinson : Simon Axler
- 2015 : Danny Collins de Dan Fogelman : Danny Collins
- 2016 : Manipulations (Misconduct) de Shintaro Shimosawa : Abrams
- 2017 : The Pirates of Somalia de Bryan Buckley : Seymour Tolbin
- 2017 : Hangman de Johnny Martin : détective Archer
- 2019 : Once Upon a Time… in Hollywood de Quentin Tarantino : Marvin Shwarz
- 2019 : The Irishman de Martin Scorsese : Jimmy Hoffa

#### Années 2020
- 2021 : American Traitor: The Trial of Axis Sally de Michael Polish : James Laughlin
- 2021 : House of Gucci de Ridley Scott : Aldo Gucci
- 2023 : Knox (Knox Goes Away)  de Michael Keaton : : Xavier Crane
- 2024 : Modi de Johnny Depp : Maurice Gangnat
- 2025 : The Ritual : L'Exorcisme d'Emma Schmidt (The Ritual) de David Midell : le père Theophilus Riesinger
- 2025 : In the Hand of Dante de Julian Schnabel
- 2025 : Billy Knight d'Alec Griffen Roth : Billy Knight
- 2025 : Killing Castro d'Elf Rivera
- 2025 : Lear Rex de Bernard Rose : Le Roi Lear
- 2025 : Easy's Waltz de Nic Pizzolatto
- 2025 : Dead Man's Wire de Gus Van Sant
- 2025 : Maserati: The Brothers de Robert Moresco : Vincenzo Vaccaro

#### En tant que réalisateur
- 1996 : Looking for Richard
- 2000 : Chinese Coffee
- 2011 : Wilde Salomé (en)
- 2013 : Salomé

### Télévision
- 1977 : Le Parrain (The Godfather Saga) de Francis Ford Coppola : Michael Corleone
- 2003 : Angels in America de Mike Nichols : Roy Cohn
- 2010 : La Vérité sur Jack (You Don't Know Jack) de Barry Levinson : Dr Jack Kevorkian
- 2013 : Phil Spector de David Mamet : Phil Spector
- 2018 : Paterno de Barry Levinson : Joe Paterno
- 2020 - 2023 : Hunters : Meyer Offerman (rôle principal S1, invité S2)

### Jeu vidéo
- 2006 : Scarface: The World Is Yours : Tony Montana[46] (ressemblance)

## Distinctions

### Récompenses
- National Board of Review 1972 : meilleur acteur dans un drame pour Le Parrain (1972).
- National Society of Film Critics Awards 1972 : meilleur acteur dans un second rôle dans un drame pour Le Parrain (1972).
- David di Donatello Awards 1973 : meilleur acteur dans un drame pour Le Parrain (1972).
- National Board of Review 1973 : meilleur acteur pour Serpico, partagé avec Robert Ryan dans The Iceman Cometh
- David di Donatello Awards 1974 : meilleur acteur dans un film dramatique pour Serpico
- Golden Globes 1974 : meilleur acteur dans un film dramatique pour Serpico
- Kansas City Film Critics Circle Awards 1975 : meilleur acteur pour Un après-midi de chien
- Los Angeles Film Critics Association Awards 1975 : meilleur acteur pour Un après-midi de chien
- San Sebastián International Film Festival 1975 : meilleur acteur pour Un après-midi de chien
- BAFTA Awards 1976 :
  - Meilleur acteur pour Le Parrain 2
  - Meilleur acteur pour Un après-midi de chien
- Festival international du film de Karlovy Vary 1980 : meilleur acteur pour Justice pour tous
- American Comedy Awards 1991 : meilleur acteur dans un second rôle pour Dick Tracy
- Boston Film Festival 1992 : prix pour l'excellence de ses films
- Valladolid International Film Festival 1992 : meilleur acteur pour Glengarry partagé avec Jack Lemmon, Ed Harris, Alan Arkin, Kevin Spacey, Alec Baldwin et Jonathan Pryce
- Golden Globes 1993 : meilleur acteur dans un film dramatique pour Le Temps d'un week-end
- Oscars 1993 : meilleur acteur pour Le Temps d'un week-end
- Mostra de Venise 1994 : Lion d'or pour l'ensemble de sa carrière
- Gotham Awards 1996 : prix pour l'ensemble de sa carrière
- San Sebastián International Film Festival 1996 : prix Donostia pour l'ensemble de sa carrière
- Boston Society of Film Critics Awards 1997 : meilleur acteur dans un film dramatique pour Donnie Brasco
- Directors Guild of America 1997 : meilleur documentaire pour Looking for Richard
- Independent Spirit Awards 1997 : Truer Than Fiction Award pour Looking for Richard
- Film Society of Lincoln Center 2000 : Gala Tribute
- Golden Globes 2001 : Cecil B. DeMille Award
- Emmy Awards 2004 : meilleur acteur dans une mini-série pour la télévision pour Angels in America
- Golden Globes 2004 : meilleur acteur dans une mini-série pour la télévision pour Angels in America
- Screen Actors Guild Awards 2004 : meilleur acteur dans une mini-série pour la télévision pour Angels in America
- Television Critics Association Awards 2004 : meilleur acteur dans une mini-série pour la télévision pour Angels in America
- American Cinematheque Gala Tribute 2005
- American Film Institute 2007 : prix pour l'ensemble de sa carrière
- Emmy Awards 2010 : meilleur acteur dans un téléfilm ou une mini-série pour La Vérité sur Jack
- Satellite Awards 2010 : meilleur acteur dans un téléfilm ou une mini-série pour La Vérité sur Jack
- Golden Globes 2011 : meilleur acteur dans une série pour la télévision pour La Vérité sur Jack
- Mostra de Venise 2011 : Queer Lion pour Wilde Salome
- Screen Actors Guild Awards 2011 : meilleur acteur dans un téléfilm ou une mini-série pour La Vérité sur Jack
- Dublin International Film Festival 2012 : prix pour l'ensemble de sa carrière
- Razzie Awards 2012 :
  - Pire acteur dans un second rôle pour Jack et Julie
  - Pire couple à l'écran pour Jack et Julie partagé avec Katie Holmes et Adam Sandler
- Goldene Kamera 2013 : prix pour l'ensemble de sa carrière

### Nominations
- BAFTA Awards 1973 : meilleur espoir dans un drame pour Le Parrain (1972).
- Golden Globes 1973 : meilleur acteur dans un drame pour Le Parrain (1972).
- New York Film Critics Circle Awards 1973 : Meilleur acteur pour Serpico
- Oscars 1973 : meilleur acteur dans un second rôle dans un drame pour Le Parrain (1972).
- Oscars 1974 : meilleur acteur pour Serpico
- BAFTA Awards 1975 : Meilleur acteur pour Serpico
- Golden Apple Awards 1975 : star masculine de l'année
- Golden Globes 1975 : meilleur acteur dans un film dramatique pour Le Parrain 2
- New York Film Critics Circle Awards 1975 : meilleur acteur pour Un après-midi de chien
- People's Choice Awards 1975 : meilleur acteur de film pour Un après-midi de chien
- Golden Globes 1976 : meilleur acteur dans un film dramatique pour Un après-midi de chien
- Oscars 1976 : meilleur acteur pour Un après-midi de chien
- People's Choice Awards 1976 : meilleur acteur de film
- People's Choice Awards 1977 : meilleur acteur de film
- Golden Globes 1978 : meilleur acteur dans un film dramatique pour Bobby Deerfield
- Golden Globes 1980 : meilleur acteur dans un film dramatique pour Justice pour tous
- Oscars 1980 : meilleur acteur pour Justice pour tous
- Golden Globes 1983 : meilleur acteur dans une comédie pour Avec les compliments de l'auteur
- Golden Globes 1984 : meilleur acteur dans un film dramatique pour Scarface
- Razzie Awards 1986 : pire acteur pour Révolution
- Golden Globes 1990 : meilleur acteur dans un film dramatique pour Mélodie pour un meurtre
- BAFTA Awards 1991 : meilleur acteur dans un second rôle pour Dick Tracy
- Chicago Film Critics Association Awards 1991 : meilleur acteur dans un second rôle pour Dick Tracy
- Golden Globes 1991 :
  - Meilleur acteur dans un second rôle pour Dick Tracy
  - Meilleur acteur dans un film dramatique pour Le Parrain 3
- National Society of Film Critics Awards 1991 : meilleur acteur pour Dick Tracy
- New York Film Critics Circle Awards 1991 : meilleur acteur pour Le Temps d'un week-end
- Oscars 1991 : meilleur acteur dans un second rôle pour Dick Tracy
- Saturn Awards 1991 : meilleur acteur dans un second rôle pour Dick Tracy
- Chicago Film Critics Association Awards 1993 :
  - Meilleur acteur dans un second rôle pour Glengarry
  - Meilleur acteur pour Le Temps d'un week-end
- Golden Globes 1993 : meilleur acteur dans un second rôle Glengarry
- Oscars 1993 : meilleur acteur dans un second rôle Glengarry
- David di Donatello Awards 1994 : meilleur acteur pour L'Impasse
- Chicago Film Critics Association Awards 1998 : meilleur acteur pour Donnie Brasco
- Chlotrudis Awards 1998 : meilleur acteur pour Donnie Brasco
- MTV Movie Awards 1998 : meilleur vilain pour L'Associé du diable
- Saturn Awards 1998 : meilleur acteur dans un second rôle pour L'Associé du diable
- Blockbuster Entertainment Awards 2000 : meilleur acteur dans un film dramatique pour L'Enfer du dimanche
- Satellite Awards 2000 : meilleur acteur dans un film dramatique pour Révélations
- London Critics Circle Film Awards 2003 : meilleur acteur de l'année pour Insomnia
- Razzie Awards 2004 : pire acteur dans un second rôle pour Amours troubles
- Satellite Awards 2004 : meilleur acteur dans une mini-série pour la télévision pour Angels in America
- Teen Choice Awards 2007 : meilleur vilain pour Ocean's Thirteen
- Razzie Awards 2008 :
  - Pire acteur pour 88 Minutes
  - Pire acteur pour La Loi et l'Ordre
- Emmy Awards 2013 : meilleur acteur dans une mini-série pour la télévision pour Phil Spector
- Golden Globes 2020 : Meilleur acteur dans un second rôle pour The Irishman
- Oscars 2020 : meilleur acteur dans un second rôle pour The Irishman
- BAFA 2020 : meilleur acteur dans un second rôle pour The Irishman
- Golden Globes 2021 : Golden Globe du meilleur acteur dans une série télévisée dramatique pour Hunters

## Voix francophones
En France, José Luccioni a été la voix française régulière de Al Pacino à partir du film Heat et ce, jusqu'à son décès en 2022. Autrefois, Sylvain Joubert et Bernard Murat ont été les premières voix en alternance de l'acteur. Le premier le double notamment dans le premier doublage du Parrain, dans Le Parrain 3, Serpico, Scarface, Looking for Richard ou encore Donnie Brasco tandis que le second le double notamment dans le premier doublage du Parrain 2, Un après-midi de chien ou encore Le Temps d'un week-end. Alexis Victor le double dans le second doublage des deux premiers films Le Parrain. À titre exceptionnel, il a notamment été doublé par Patrick Poivey dans Panique à Needle Park, Maurice Sarfati dans la mini-série Le Parrain, Richard Darbois dans Révolution, Pascal Renwick dans Dick Tracy, Michel Vigné dans L'Impasse et Patrick Descamps dans Le Marchand de Venise.
Depuis 2023, c'est Patrick Raynal qui est choisi pour succéder à José Luccioni, le remplaçant dans la saison 2 d'Hunters puis les films Knox et The Ritual.
Au Québec, Al Pacino a été régulièrement doublé par Luis de Cespedes de 1995 à 2007 puis par Marc Bellier.
Versions françaises
- José Luccioni (*1949 - 2022) dans Heat, L'Associé du diable, L'Enfer du dimanche, Insomnia, Angels in America, Ocean's Thirteen, Once Upon a Time… in Hollywood, The Irishman[47], etc.
- Sylvain Joubert (*1944 - 2000) dans Le Parrain (1er doublage), Serpico, Scarface, Le Parrain 3, Looking for Richard, Donnie Brasco, etc.
- Bernard Murat dans Le Parrain 2 (1er doublage), Un après-midi de chien, Le Temps d'un week-end
- Alexis Victor dans Le Parrain (2e doublage), Le Parrain 2 (2e doublage)[47]

## Publication
- Sonny Boy : Mémoires [« Sonny Boy: A Memoir »] (trad. de l'anglais par Nicolas Richard), Paris, éditions du Seuil, 2024, 384 p. (ISBN 978-2-02-155480-9)

## Autres
Le 9 février 2019, une statue de cire de Al Pacino est inaugurée au musée Grévin, à Paris.
En 2022, Paramount+ diffuse la mini-série The Offer, qui revient sur la production du film Le Parrain (1972). Il y est incarné par Anthony Ippolito.

### Vidéo
- Portrait d'Al Pacino en vidéo sur le site de l'INA